# Cretoglaphyrus olenguicus
Cretoglaphyrus olenguicus là một loài bọ cánh cứng trong họ Glaphyridae. Loài này được Nikolajev miêu tả khoa học năm 2005.